# Martin Thöne

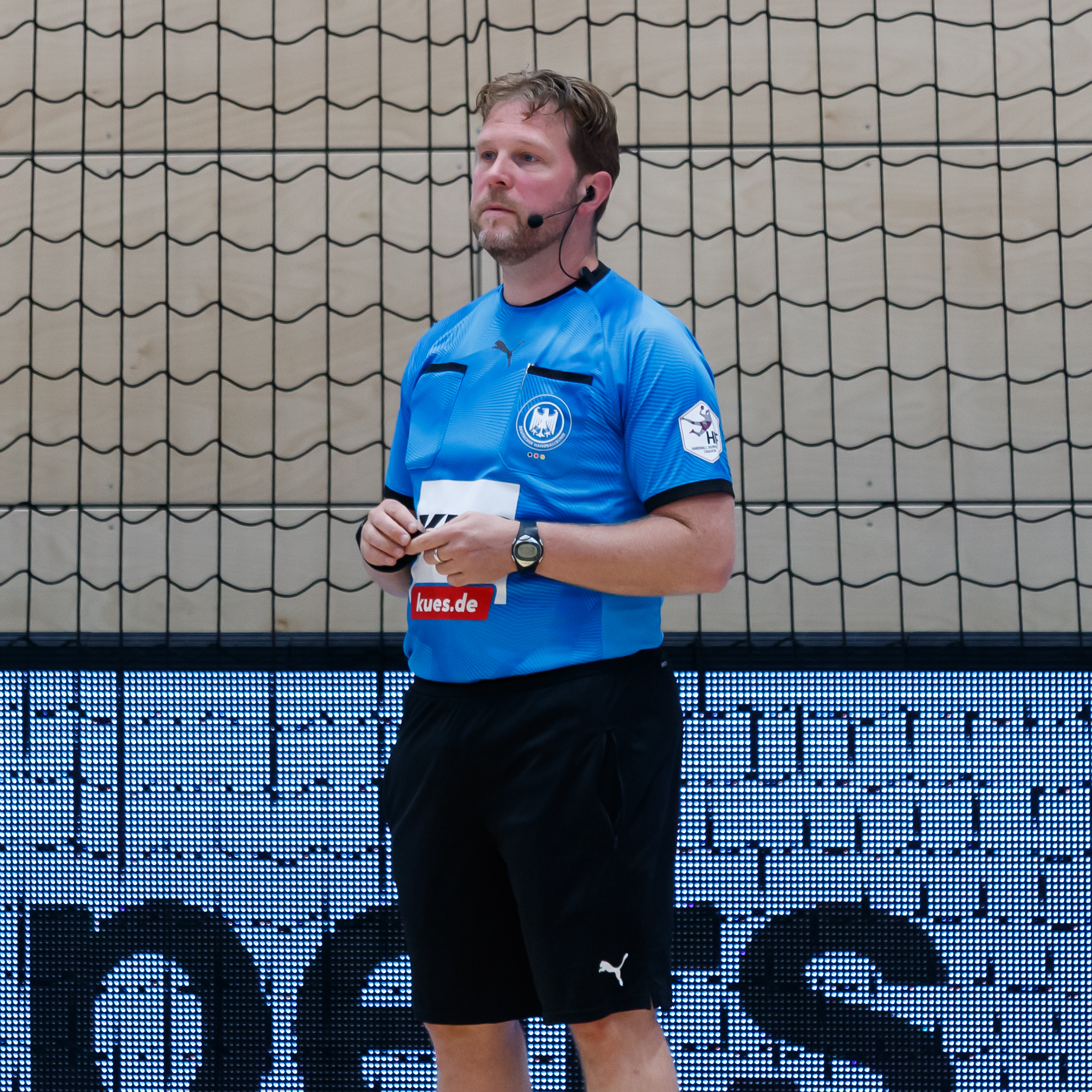
Martin Thöne (2021)

Martin Thöne (* 1978) ist ein deutscher Handballschiedsrichter aus Berlin. Er gehört zum Elitekader des DHB und ist seit 1995 Schiedsrichter. Zusammen mit Marijo Zupanovic bildet er seit 1996 ein Gespann.

## Karriere
Thöne wurde 1995 Schiedsrichter. In seinem zweiten Jahr als Schiedsrichter gelangte er in den Förderkader. Seine erste Partie in der zweiten Bundesliga leitete er zusammen mit Zupanovic 2001. 2006 folgte das erste Bundesligaspiel zwischen dem SC Magdeburg und der GWD Minden. In den höchsten Spielklassen des DHBs hat das Gespann über 600 Spiele geleitet. In der Saison 24/25 sind Thöne und Zupanovic das Gespann im DHB-Kader, das am längsten gemeinsam pfeift.

## Privates
Thöne ist Lehrer und Patenonkel der Tochter seines Gespannpartners Zupanovic. Er spielt Handball auf der Position des Torhüters.